# The Devil Is a Woman
The Devil Is a Woman is een Amerikaanse dramafilm uit 1935 onder regie van Josef von Sternberg. De film werd destijds in Nederland uitgebracht onder de titel De duivel is een vrouw. Hij is gebaseerd op La Femme et le Pantin van Pierre Louÿs (1898).

## Verhaal
Tijdens het carnaval in Sevilla lopen de emoties hoog op tussen de jonge revolutionair Antonio, zijn oude vriend Don Pasqual en de knappe Concha Pérez. Don Pasqual vertelt aan Antonio over zijn rampzalige liefdesaffaire met Concha en hij waarschuwt hem om niet bij haar in de buurt te komen. Wanneer hij dat toch doet, is een duel onvermijdelijk geworden.

## Rolverdeling
| Acteur                | Personage            |
| --------------------- | -------------------- |
| Marlene Dietrich      | Concha Pérez         |
| Lionel Atwill         | Don Pasqual Costelar |
| Edward Everett Horton | Don Paquito          |
| Alison Skipworth      | Señora Pérez         |
| Cesar Romero          | Antonio Galvan       |
| Don Alvarado          | Morenito             |
| Tempe Pigott          | Tuerta               |
| Francisco Moreno      | Alphonso             |